# نيل بولاك
نيل بولاك (بالإنجليزية: Neal Pollack)‏ (1 مارس 1970)؛ صحفي وروائي أمريكي.

## روابط خارجية
- نيل بولاك على موقع IMDb (الإنجليزية)
- نيل بولاك على موقع IMDb (الإنجليزية)
- نيل بولاك على موقع روتن توميتوز (الإنجليزية)